# Anglofília

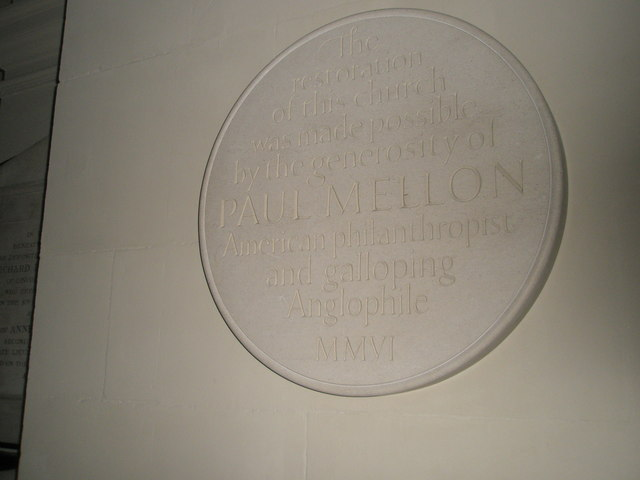
Placa de Paul Mellon, un anglòfil, a St George's, Bloomsbury

L'anglofília (del llatí Anglus, "anglès", i del grec antic φίλος - philos, "amic") és l'afecció a Anglaterra, als anglesos o a tot allò que és anglès. És l'antònim d'anglofòbia.
La paraula anglòfil fou publicada per primer cop en 1864 per Charles Dickens a All the Year Round, quan la va descriure a la Revue des Deux Mondes com "una publicació 'anglòfila' avançada."
Anglòfil en sentit estricte es refereix a una afinitat per les coses, persones, llocs i la cultura d'Anglaterra, però a vegades s'usa genèricament per referir-se a una afinitat amb els atributs de les Illes Britàniques. Tot i que és poc emprat, en aquest cas el terme més precís és britofília.

## Descripció

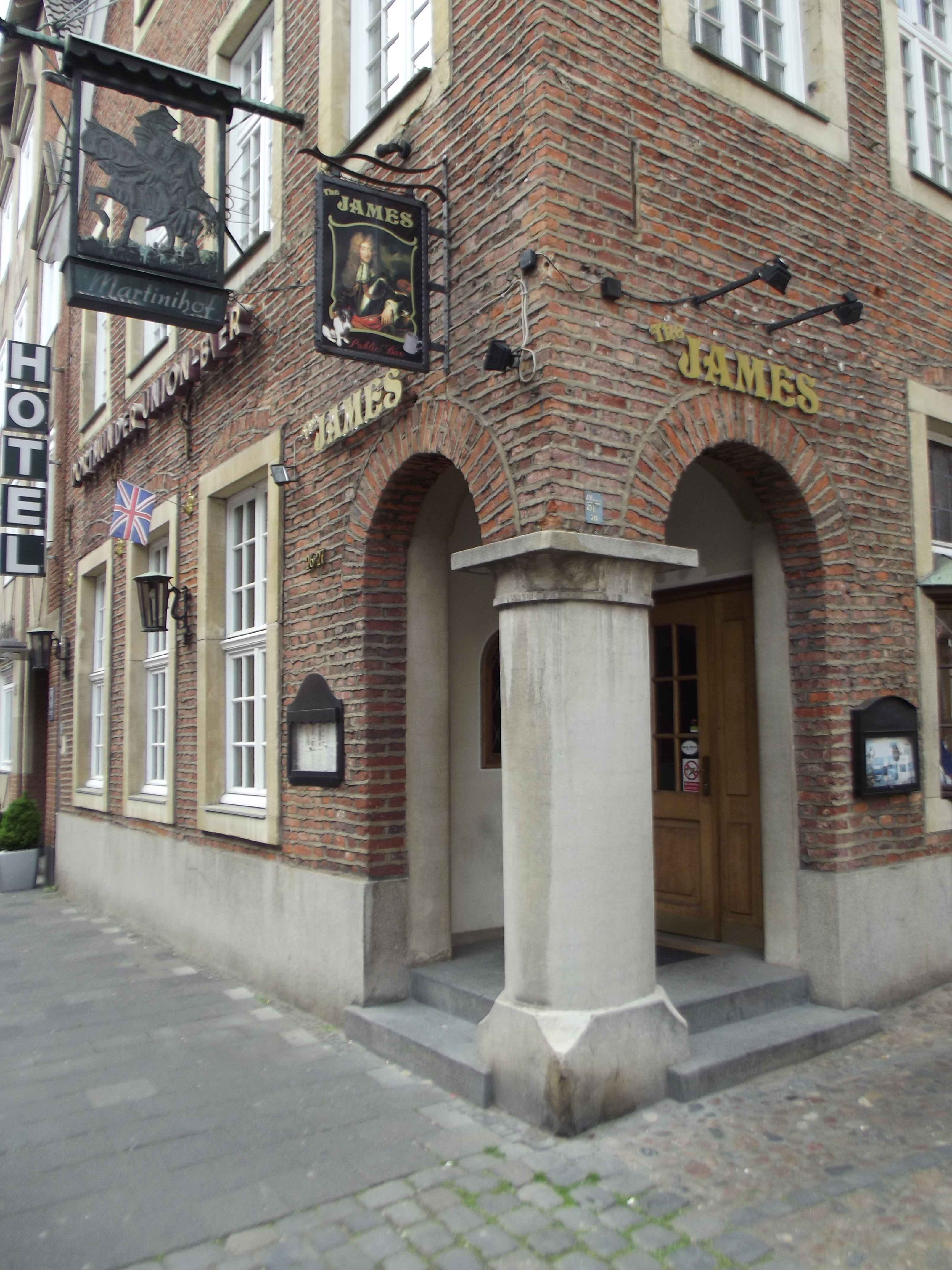
The James, un pub d'estil britànic a Münster, Alemanya, lluint la bandera i els símbols de Jaume II

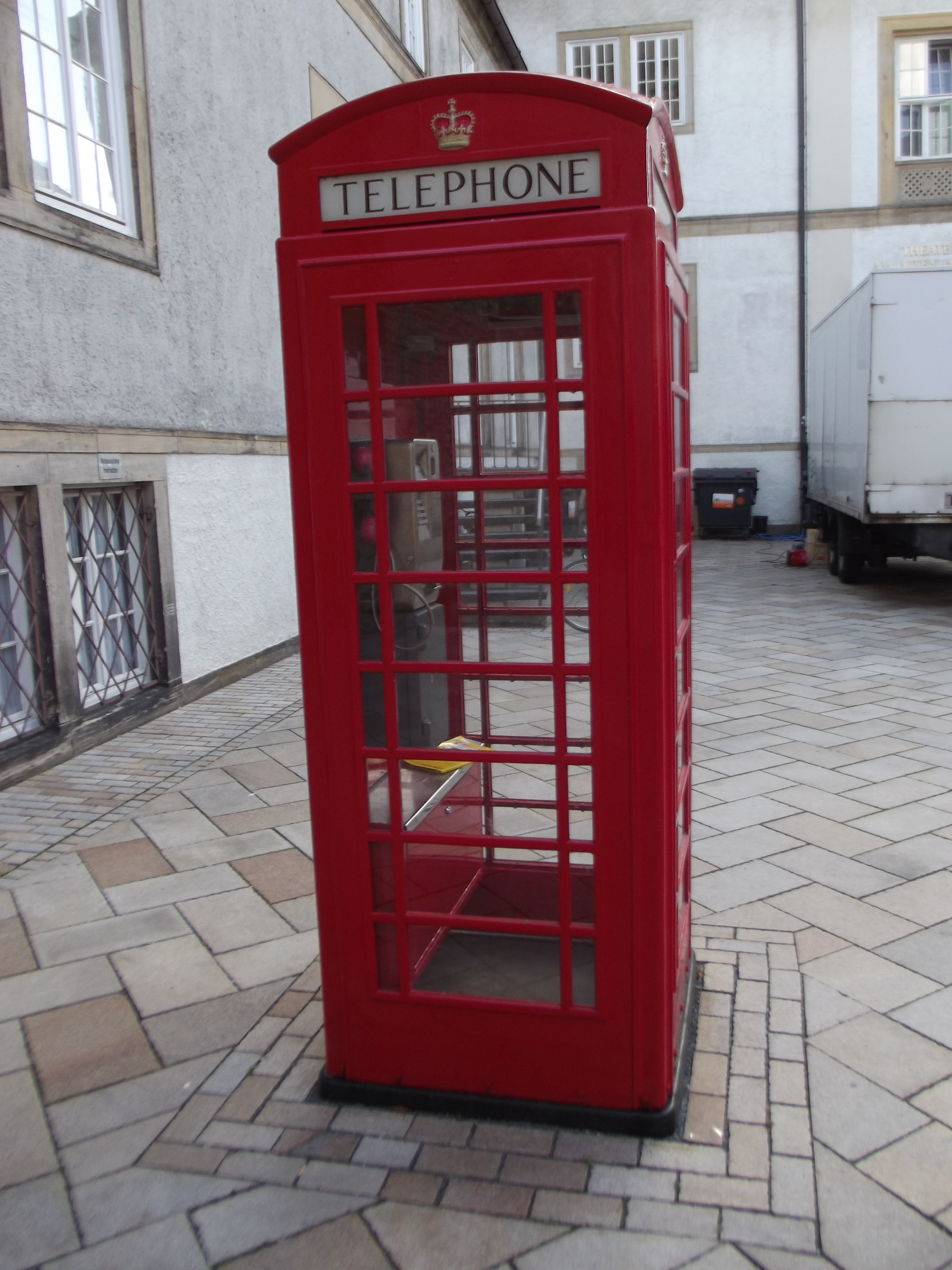
Una cabina de telèfon alemanya a Bielefeld de German Telekom com a homenatge al disseny britànic tradicional.

El terme s'usa arreu del món (als Estats Units s'usa especialment per a habitants de Nova Anglaterra, Nova York i de la Costa Est dels Estats Units en general) per referir-se a les persones que segueixen models anglesos per als seus negocis, les seves pràctiques socials o polítiques o que simplement les admiren. En alguns casos, l'anglofília representa una preferència individual per la cultura anglesa que per la pròpia: el sentiment que aquesta cultura és superior. També és aplicable als amants de la història d'Anglaterra.
En alguns casos, el terme anglofília representa l'apreciació d'un individu històricament anglès i la cultura tradicional anglesa (per exemple, William Shakespeare, Jane Austen, Samuel Johnson, Gilbert i Sullivan). L'anglofília també pot caracteritzar-se per afició a la monarquia britànica i el sistema de govern (per exemple, el sistema del Parlament de Westminster), institucions (per exemple, Royal Mail), així com la nostàlgia de l'antic Imperi Britànic del sistema de classes anglès.
Els anglòfils poden utilitzar la grafia de l'anglès britànic en comptes de l'estatunidenca, com 'colour' en lloc de 'color', 'centre' en lloc de 'centre', o 'traveller' en comptes de 'traveler'. L'ús d'expressions de l'anglès britànic en conversa informal i notícies de reportatges ha augmentat recentment als Estats Units. La tendència, la incomprensió, i el mal ús d'aquestes expressions pels estatunidencs s'ha convertit en un tema d'interès als mitjans, tant als Estats Units com a Anglaterra. El professor anglès de la Universitat de Delaware Ben Yagoda afirma que l'ús de l'anglès britànic s'ha "consolidat com a fenomen lingüístic que no mostra signes de disminuir." Lynne Murphy, un lingüista de la Universitat de Sussex, assenyala que la tendència és més pronunciada al nord-est dels Estats Units. Hom considera Madonna com a exemple d'anglòfila.
A l'estat espanyol, malgrat mantenir-se neutral durant la Primera Guerra Mundial, es van organitzar però corrents d'opinió oposades, germanófila i aliadófila, i dins d'aquesta última francòfila i anglòfila.